# Ngọc Tĩnh

Vị trí tại Đài Nam

Ngọc Tĩnh (tiếng Trung: 玉井區; bính âm: Yùjǐng Qū) là một khu (quận) của thành phố Đài Nam, Trung Hoa Dân Quốc (Đài Loan). Đây là một quận miền núi và kinh tế chủ yếu dựa vào nông nghiệp. Diện tích Ngọc Tĩnh là 76,3662 km², dân số vào tháng 8 năm 2011 là 15.274 người thuộc 5.082 hộ gia đình, mật độ dân cư là 200 người/km².